# Komaje (Litwa)
Komaje (lit. Kamajai) – miasteczko na Litwie, położone w okręgu poniewieskim, w rejonie rakiszeckim. Liczy 681 mieszkańców (2001). Dawna własność Tyzenhausów, Komajewskich (od ok. 1594) i Pietkiewiczów (od 1788).

## Historia
Podczas okupacji hitlerowskiej, na początku lipca 1941 roku Niemcy utworzyli getto dla żydowskich mieszkańców. Przebywało w nim około 300 osób. We wrześniu 1941 roku Niemcy zlikwidowali getto, a Żydów wywieziono do gett w Abelach i Rokiszkach by następnie ich tam zamordować. 